# Kandertova

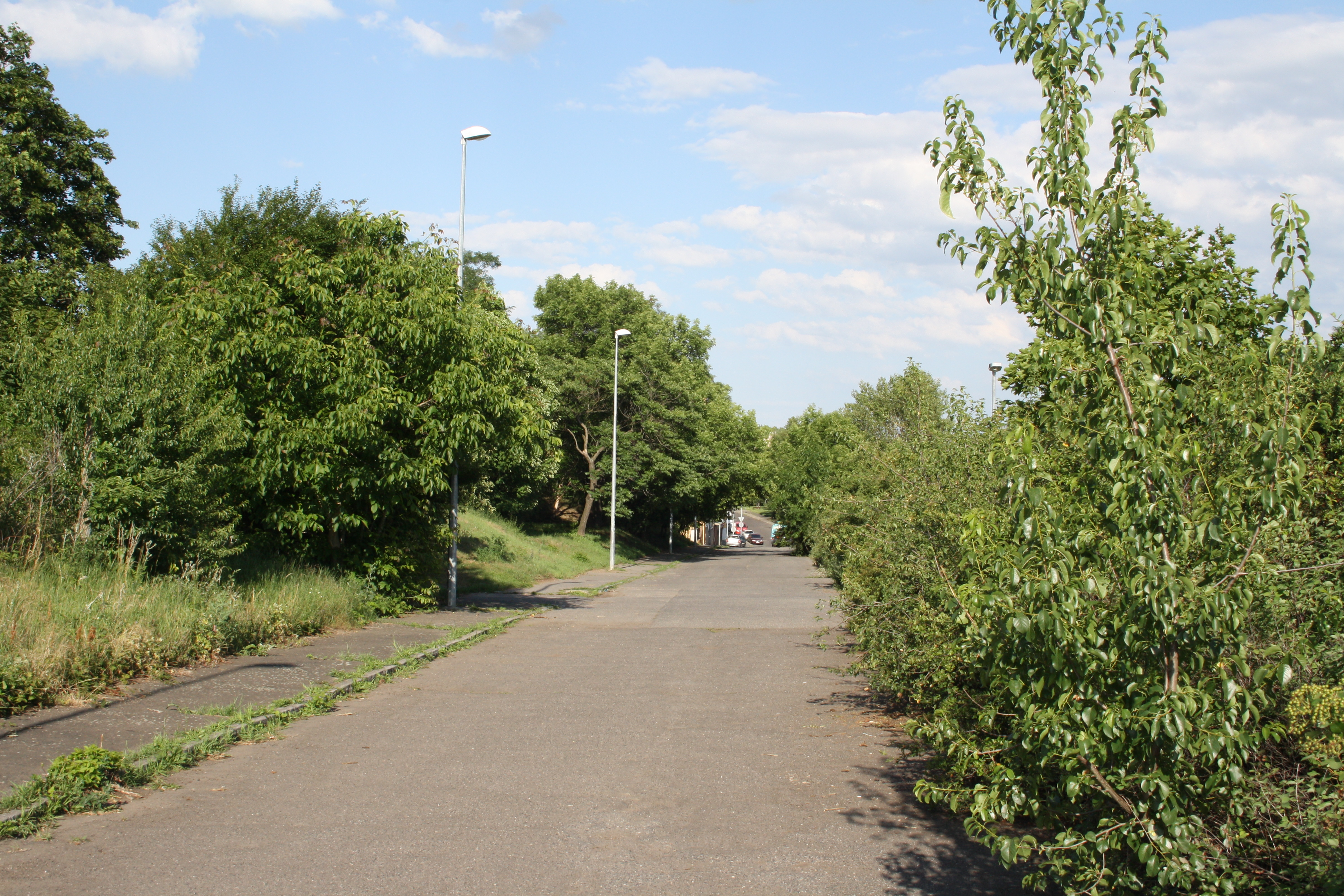
Začátek Kandertovy ulice u záhrádkářské osady Košinka

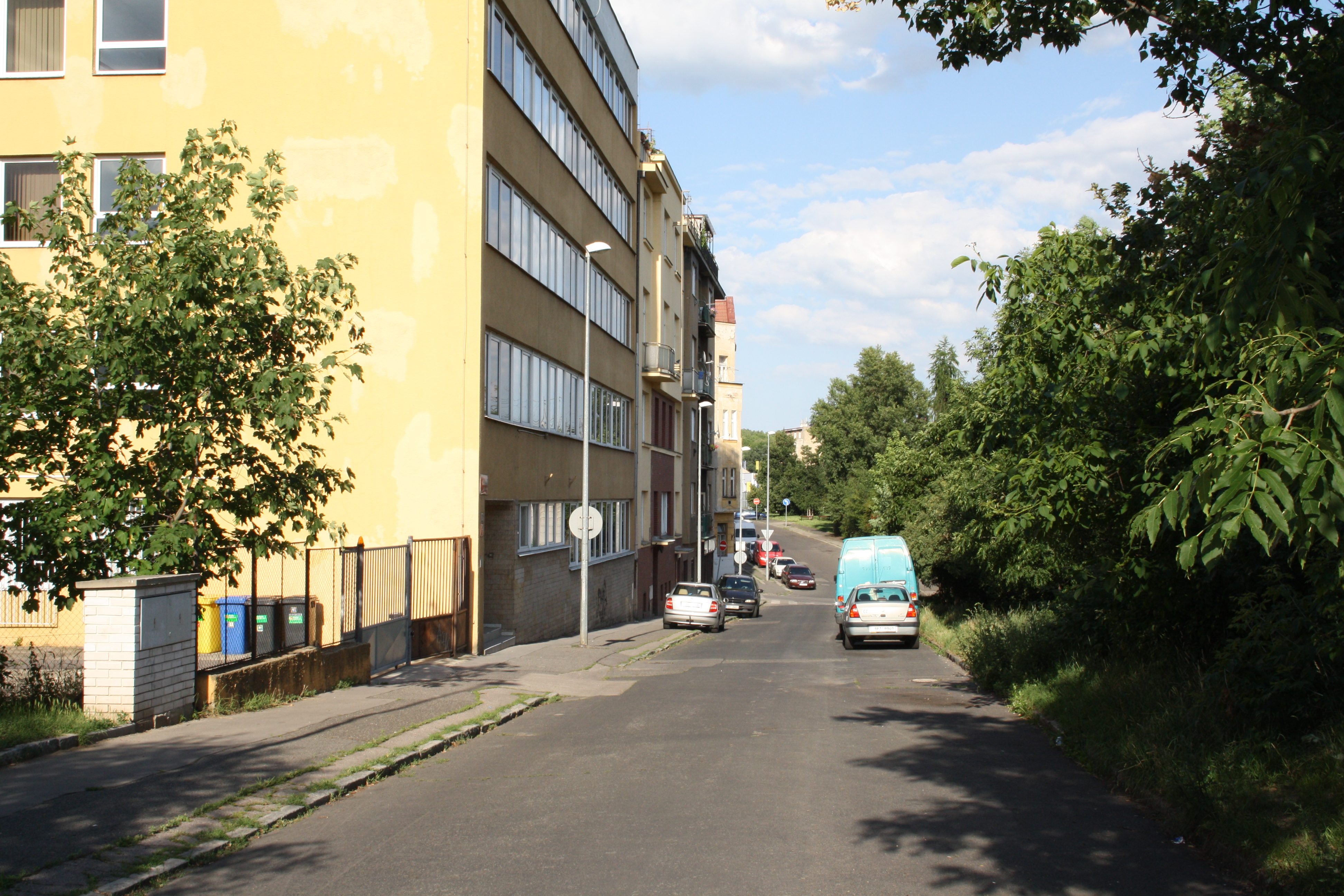
Pohled Kandertovou ulicí směrem ke křižovatce s Primátorskou

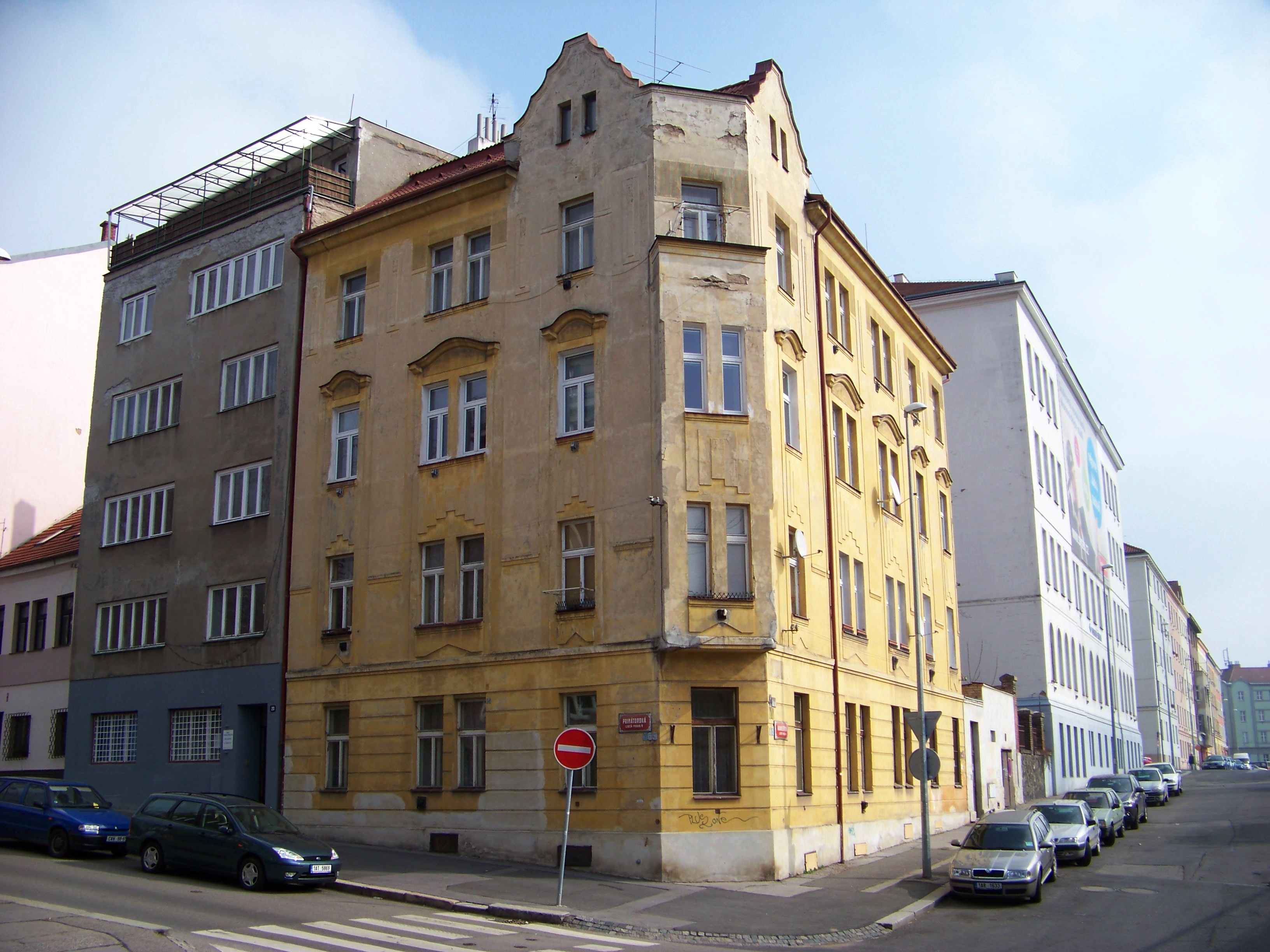
Nároží Kandertovy a Primátorské, v pozadí budova školy

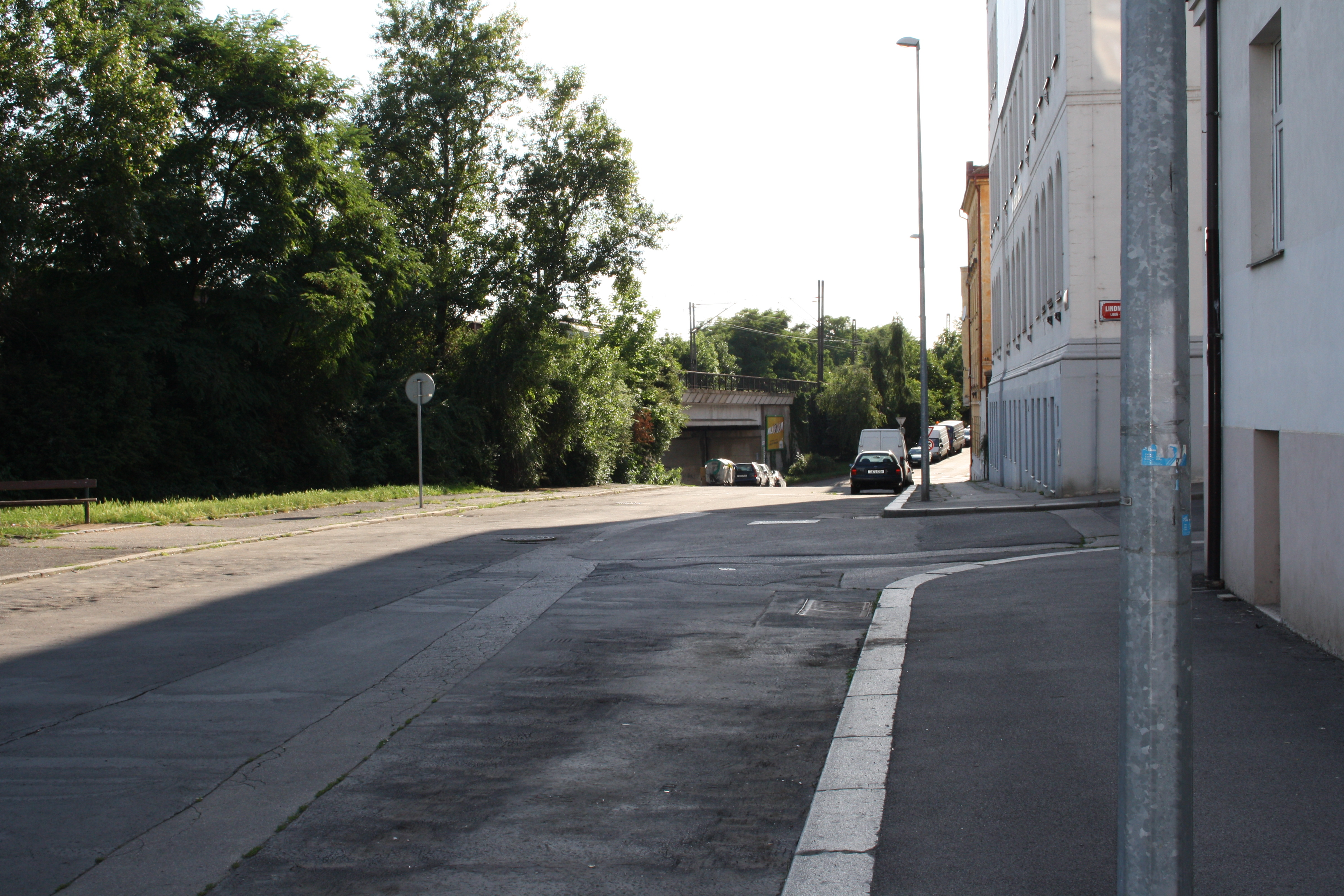
Přemostění Primátorské ulice Holešovickou přeložkou

Kandertova je ulice v Praze 8 – Libni. Je pojmenována po staviteli a pražském radním druhé poloviny 19. století Josefu Kandertovi. Na starších plánech byla ulice uváděna jako Kandrtova.

## Poloha ulice
Ulice začíná slepě přibližně sto metrů před křižovatkou s ulicí Korábské schody, odkud vede přibližně východním směrem, kříží se s ulicí Primátorskou, zhruba po 150 metrech z ní odbočuje severním směrem ulice Lindnerova a pokračuje až do křižovatky s ulicemi Zenklova a Prosecká, kde končí. Křižovatka Kandertova/Zenklova/Prosecká bývá označována pomístním názvem U kříže (stejný název je ale někdy používán i pro křižovatku Zenklova/Podlipného/Hejtmánkova, vzdálenou přibližně sto metrů). Charakteristická pro tuto ulici je domovní zástavba pouze na severní straně. Jižní stranu ulice tvoří drážní těleso železniční trati (tzv. Holešovické přeložky). Zástavba na jižní straně ulice byla zbořena na přelomu šedesátých a sedmdesátých let 20. století právě při výstavbě železniční trati.

## Zástavba v ulici, významné budovy
Západní konec ulice souvisí s rozlehlým Parkem pod Korábem a vedle něj slavné Libeňské Korábské schody. Dále již je ulice zastavěna bytovými domy. Na domě s adresou Kandertova 1885/1 bývala umístěna do roku 1989 pamětní deska výtvarníka Emanuela Famíry. Na křižovatce Lindnerova/Kandertova je budova soukromé „Vysoké školy ekonomických studií“, Školní budova sloužila původně základní škole a bývala označována jako „Libušina škola“ nebo také škola „Na Libušáku“, podle dnes již zapomenutého pomístního pojmenování. Na budově školy je umístěna pamětní deska občanům, kteří na tomto místě padli při povstání v květnu 1945. Adresa školy je ale podle umístění hlavního vchodu Lindnerova 1. Do léta roku 1945 v Kandertově ulici sídlila firma „Esa“, výrobce domácích elektrospotřebičů, mimo jiné žehliček a vysavačů. Firma následně přesídlila do Hlinska, kde výroba pokračovala pod značkou „Eta“.

## Dopravní charakteristika ulice
Z dopravního hlediska je ulice využívána především pro dopravní obsluhu zde stojících objektů, ulici nepoužívá žádná linka MHD. Nejbližší zastávka MHD je tramvajová zastávka „U kříže“ v Zenklově ulici. Zastávku používají v současnosti (červenec 2017) tramvajové linky 3, 10, 24 noční linka 95. V úseku Korábské schody – Primátorská je ulice obousměrná. Ulice Korábské schody je stavebně tvořena schodištěm, neumožňuje jízdu vozidel. Na ulici Korábské schody navazuje v této křižovatce jižním směrem podchod pod železniční tratí a souběžnou Povltavskou ulicí. V úseku Zenklova – Primátorská je Kandertova ulice jednosměrná ve směru od Zenklovy. Na přilehlé trati Holešovické přeložky se počítá právě v části podél Kandertovy ulice mezi Zenklovou a Primátorskou se zřízením železniční zastávky U kříže. Toto místo je pro zřízení zastávky vhodné, trať zde vede v oblouku s velmi velkým poloměrem a těleso trati je vyvýšeno nad uliční úrovní o pouhé tři metry.